# Grace Chan
Grace Chan (Hong Kong, 23 de junio de 1991) es una actriz, presentadora de televisión y ganadora de certámenes de belleza, nacida en Hong Kong y nacionalizada canadiense. Fue coronada como Miss Hong Kong en 2013 y Miss Chinese International en 2014.

## Biografía
Chan nació en Hong Kong y emigró con su familia a Vancouver, Columbia Británica, a los cinco años. Tiene un hermano gemelo fraternal y una hermana mayor. Por parte de su abuela materna, tiene ascendencia malaya. Se graduó en la Universidad Simon Fraser con una especialización en Comunicación y una mención en Publicaciones.
El 26 de julio de 2018, anunció su compromiso con el actor Kevin Cheng, con quien se casó el 12 de agosto del mismo año en Bali. En 2019 nació su primer hijo, en 2020 el segundo y en enero de 2023 dio a luz al tercero.

## Trayectoria profesional

### Modelo
Miss Hong Kong 2013
Fue coronada como Miss Hong Kong el 1 de septiembre de 2013, cumpliendo un sueño de infancia. Fue una de las favoritas desde el inicio y ganó el concurso con la mayoría de los 170,000 votos del público.
Miss Chinese International 2014
Representó a Hong Kong en el certamen y se convirtió en la tercera concursante de dicha región en ganar ambos títulos. Derrotó a la favorita Cindy Zhong, de Vancouver.

### Actriz
Firmó contrato con TVB tras ganar Miss Hong Kong y debutó como actriz en 2014 en la serie Overachievers. En 2015 protagonizó Raising the Bar y Captain of Destiny, recibiendo múltiples premios y nominaciones. No ha participado en nuevas series tras su aparición en Justice Bao: The First Year.

## Filmografía

### Cine
| Año  | Título original          | Personaje            | Ref.  |
| ---- | ------------------------ | -------------------- | ----- |
| 2016 | Laundry Shop Stars Event |                      | [ 3 ] |
| 2018 | Keyboard Warriors        |                      | [ 4 ] |
| 2025 | Superman                 | Robot kryptoniano #4 |       |

### Televisión
| Año  | Título                      | Personaje              |
| ---- | --------------------------- | ---------------------- |
| 2014 | Overachievers               | Abby Chiang Lai        |
| 2015 | Raising the Bar             | Giselle Tong Ching-chi |
| 2015 | Captain of Destiny          | Wong Tai-mui           |
| 2016 | Blue Veins                  | Yoyo Lam Mung-yiu      |
| 2016 | Brother's Keeper II         | «Nana» Ko Yee-na       |
| 2018 | My Ages Apart               | Sheung Shui            |
| 2018 | The Forgotten Valley        | Law Kwai-sze           |
| 2018 | Birth of a Hero             | Sau Choi-sum           |
| 2019 | Justice Bao: The First Year | Fuk Lan                |